# Trần Văn Trung (giáo sư)
Tran van Trung (sinh năm 1947 tại Khánh Bình Tây, Việt Nam) là một nhà toán học người Việt, giáo sư Đại học Duisburg-Essen, Đức. Ông được biết đến với các đóng góp quan trọng về lý thuyết nhóm, lý thuyết tổ hợp và lý thuyết mật mã.

## Sự nghiệp
Trần Văn Trung nhận bằng cử nhân toán năm 1970 tại Đại học Sài Gòn.
Ông sang Đức và nhập học năm 1971 tại Đại học Heidelberg. Ông bảo vệ luận văn tiến sĩ tại cũng tại trường này năm 1976 dưới dự hướng dẫn của Zvonimir Janko. Luận văn của ông có nhan đề "Über eine Klasse endlicher einfacher Gruppen der Charakteristik 2". Ông tiếp tục bảo vệ bằng tiến sĩ khoa học năm 1988.
Từ năm 1990, ông là giáo sư toán học tại Đại học Duisburg-Essen.

## Đóng góp
Ông có nhiều đóng góp quan trọng trong chuyên ngành lý thuyết nhóm, lý thuyết tổ hợp (thiết kế tổ hợp, mặt phẳng xạ ảnh hữu hạn và các nhóm tự đẳng cấu của chúng) và lý thuyết mật mã.
Ông đồng sáng lập và biên tập tạp chí Journal of Mathematical Cryptology và là phó tổng biên tập Journal of Combinatorial Designs.

### Các công trình nổi bật
- The existence of symmetric block designs with parameters (41,16,6) and (66, 26,10), J. Comb. Theory 33, 1982, 201–204
- On the existence of an infinite family of simple 5-designs, Mathematische Zeitschrift 187, 1984, 285–287
- On the construction of t-designs and the existence of some new infinite families of simple 5-designs, Arch. Math. 47, 1986, 187–192
- Some existence theorems for t-designs, Discrete Mathematics 128, 1994, 337–348
- Non-embeddable quasi-residual designs, Contemporary Mathematics 111, 1990, 237–278

Năm 2013, tạp chí "Journal of Mathematical Cryptology" dành riêng một số để đăng các báo của các tác giả đề tặng ông nhân ngày sinh nhật thứ 65.